# Ted Gioia
Ted Gioia (* 21. Oktober 1957 in Palo Alto) ist ein US-amerikanischer Jazz- und Bluesautor, Jazzpianist und Komponist.

## Leben und Werk
Gioia wuchs als Sohn mexikanisch-sizilianischer Eltern in Hawthorne im Großraum Los Angeles auf. Er studierte englische Literatur an der Stanford University (Abschluss 1979) und Politik, Philosophie und Wirtschaftswissenschaften in Oxford (Bachelorabschluss) und erwarb 1983 seinen MBA in Stanford. Während seines Studiums in Stanford trat er als Jazzpianist auf, unterrichtete noch als Student eine Jazzklasse in Stanford und schrieb für den Stanford Daily. Danach arbeitete er als Wirtschaftsberater u. a. für McKinsey und die Boston Consulting Group. Er war beispielsweise in den 1990er Jahren am LBO und IPO der Optik-Firma Sola International in Menlo Park beteiligt. Zurzeit (2008) lebt er in  Plano (Texas), wo er für eine Wirtschaftsberatungsfirma arbeitet.
In den 1980er Jahren entwickelte er in Stanford ein Jazz-Studienprogramm, teilweise zusammen mit „Artist in Residence“ Stan Getz.
Gioia ist Autor mehrerer Jazz-Bücher, darunter eine allgemeine Jazzgeschichte und eine Geschichte des West Coast Jazz, die als Standardwerk gilt. Für „The Imperfect Art“ erhielt er den Deems-Taylor Award der ASCAP. Er war einer der beiden Chefredakteure der Encyclopedia of Jazz Musicians. In den 1990er Jahren widmete er sich zunehmend der Erforschung traditioneller Volksmusik aus aller Welt („Work Songs“ und „Healing Songs“ erhielten ebenfalls den Deems-Taylor Award 2007, ein Buch „Love Songs“ ist 2008 in Vorbereitung). 2008 erschien sein Buch über den Delta-Blues. 2024 erhielt er für seinen Blog The Honest Broker von der Jazz Journalists Association den Preis für den Blog des Jahres.
Gioia schreibt auch u. a. für die Los Angeles Times, in der er 2006 als erster die FBI-Unterlagen über Alan Lomax veröffentlichte.
Als Jazzpianist veröffentlichte er drei Alben, darunter sein Debütalbum „The End of the Open Road“ mit Larry Grenadier und  Eddie Moore.
Gioia ist der jüngere Bruder des Kritikers und Dichters (sowie Ex-Managers von General Foods und Chairman der NEA) Dana Gioia (* 1950).

## Bücher
- The History of Jazz. Oxford University Press, New York 1997; ISBN 0-19-509081-0. (3. Auflage 2021; ISBN 978-0-19-008721-0)
- The Imperfect Art. Reflections on Jazz and Modern Culture. Oxford University Press, New York 1988; ISBN 0-19-506328-7.
- West Coast Jazz. Modern Jazz in California 1945-1960. Verbesserte Neuauflage. University of California Press, Berkeley, Calif. 1998; ISBN 0-520-21729-2.
- Work Songs. Duke University Press, Durham 2006; ISBN 0-8223-3726-6.
- Healing Songs. Duke University Press, Durham 2006; ISBN 0-8223-3702-9.
- Delta Blues. The life and times of the Mississippi masters who revolutionized American music. W.W.Norton, New York 2008; ISBN 978-0-393-06258-8.
- The Jazz Standards: A Guide to the Repertoire. Oxford University Press, New York, Oxford 2012; ISBN 978-0-19-993739-4.
- Love Songs: The Hidden History. Oxford University Press, New York 2015; ISBN 978-0199357574
- Jazz hören – Jazz verstehen. Henschel-Bärenreiter, Leipzig 2017; ISBN 3-89487-948-3[2][3]
- Music. A Subversive History. Basic Books, New York 2019; ISBN 978-1-54164-436-6